# Academy Museum of Motion Pictures

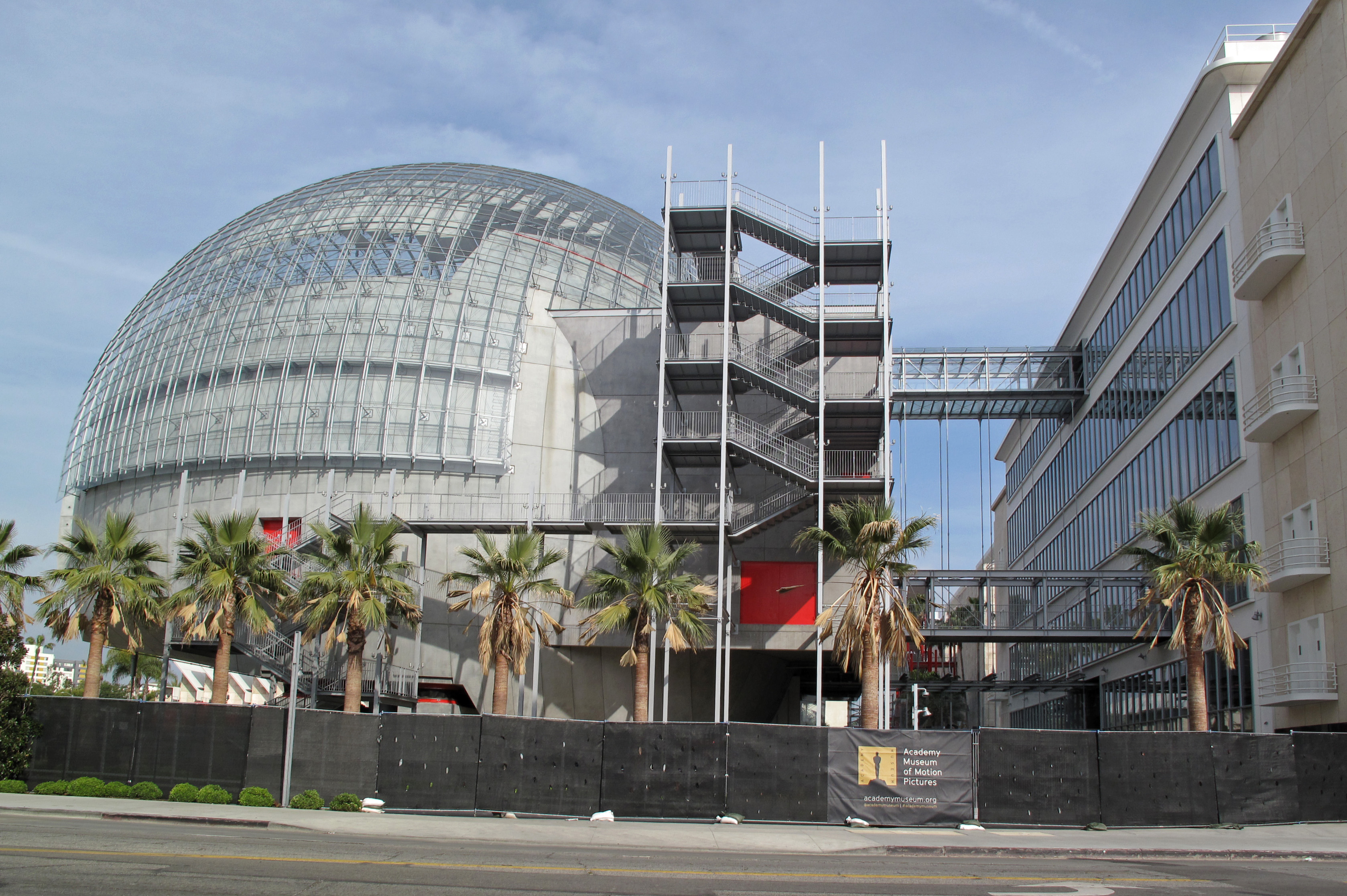
Academy Museum of Motion Pictures, 2021

Das Academy Museum of Motion Pictures (AMMP) oder kurz Oscar-Museum befindet sich in Los Angeles. Es sollte ursprünglich 2016 und nach Verschiebung im April 2021 eröffnet werden. Aufgrund der COVID-19-Pandemie wurde die Eröffnung erneut auf den 30. September 2021[veraltet] verschoben. Träger ist die Academy of Motion Picture Arts and Sciences. Das AMMP besteht aus zwei Baukörpern, dem bisherigen May Company Building, einem Musterbeispiel der Stromlinien-Moderne, das komplett renoviert wurde, und einer vom Architekten Renzo Piano entworfenen Kugel mit einer Terrasse, die den Blick auf die Hollywood Hills eröffnet. Das Museum verfügt über insgesamt rund 28.000 m² Ausstellungs-, Kino- und Verkaufsfläche. Er befindet sich am Eck Wilshire Boulevard und Fairfax Avenue, an der Los Angeles Museumsmeile.

## May Company Building / Saban Building

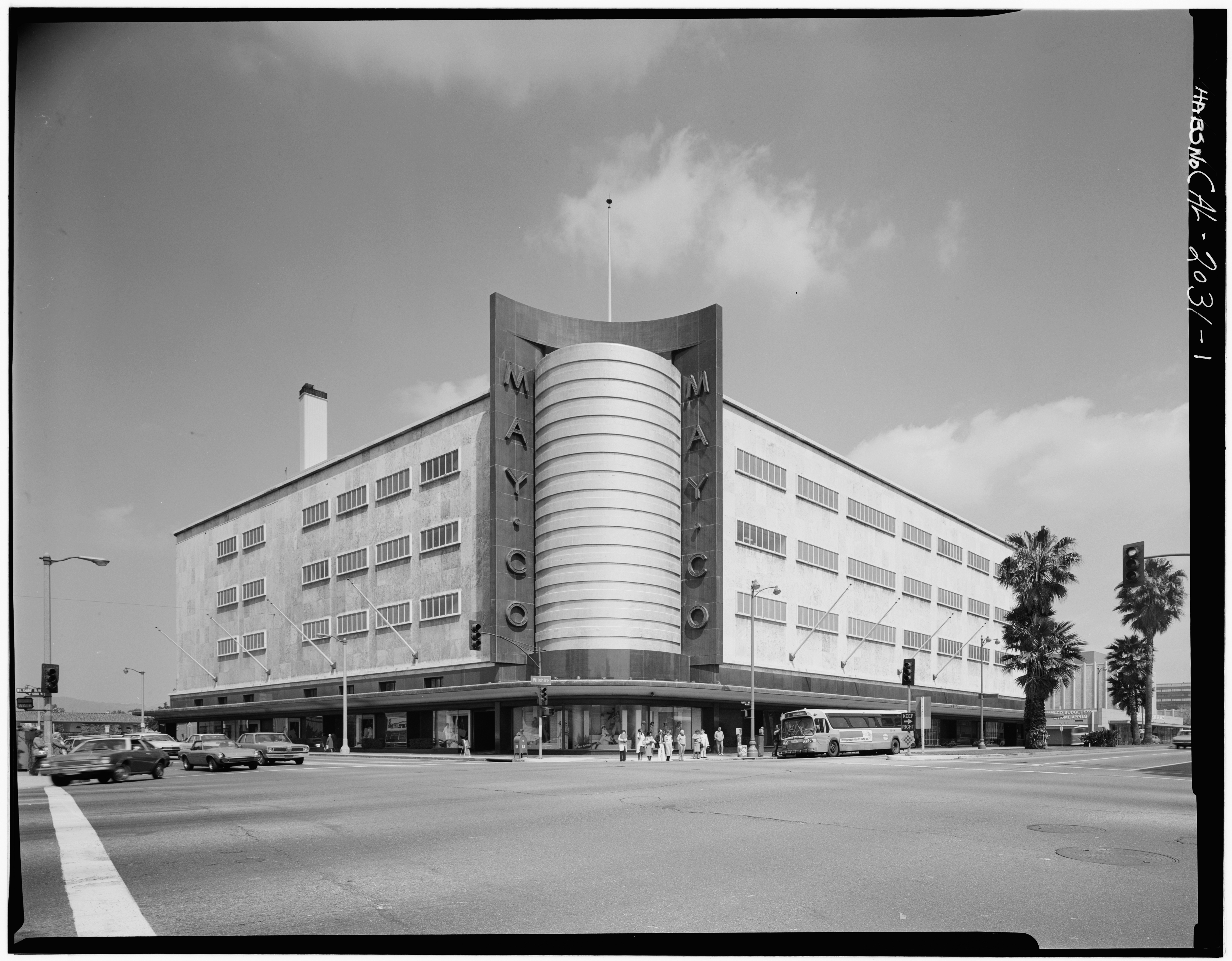
May Company Building, erbaut 1939

Das Bauwerk entstand 1939 als Department Store für die May Company California, entworfen von Albert C. Martin, Sr., einem damals berühmten Architekten, der auch das Million Dollar Theater und die Los Angeles City Hall plante und erbaute. Es steht als Los Angeles Historic-Cultural Monument unter Denkmalschutz. Die markante zylindrische Struktur am Südwest-Eck – in Gold gehalten – galt als Wahrzeichen des Gebäudes.
Im Januar 1993 wurde der Betrieb des Warenhauses eingestellt, 1994 erwarb das Los Angeles County Museum of Art (LACMA) das Gebäude und nutzte es als zusätzlichen Ausstellungsraum LACMA West. In den 2010er Jahren wurde das Gebäude umgewidmet und bis 2021 grundlegend restauriert und rekonstruiert. Das Ehepaar Cheryl und Haim Saban spendete 50 Millionen Dollar für das Museumsprojekt. Zu ihren Ehren wurde das May Company Building in Saban Building umbenannt.
Im Saban Building befindet sich unter anderem auch das Ted Mann Theater mit 288 Sitzplätzen, das die Simms/Mann-Familienstiftung zu Ehren von Ted Mann ausstattete.

## Sphärengebäude
An der Nordseite schließt die neue Sphäre (Kugel) an den bestehenden Gebäudetrakt an. Die Bauausführung des statisch anspruchsvollen Baues in Form eines Raumschiffes oblag Renzo Piano Building Workshop und M. Arthur Gensler Jr. & Associates, Inc. Der Trakt und die Sphäre wurden durch zwei weitgehend transparente Brücken miteinander verbunden. Die Sphäre verfügt über eine Terrasse mit Blick auf die Hollywood Hills, auf denen sich der berühmte Hollywood-Schriftzug befindet. Das Gebäude repräsentiert die Verbindung von Kunst und Technologie und beinhaltet einen Kinosaal mit 1.000 Sitzplätzen. Die Vorführeinrichtungen sind in Form einer Loge teilweise ausgelagert und werden von einer funktionslosen Antenne gekrönt. Es wird auch für Filmpremieren und Charity-Veranstaltungen genutzt. David Geffen spendete 25 Millionen Dollar für das Museumsprojekt. Zu seinen Ehren trägt der neue Kinosaal den Namen David Geffen Theatre.

## Sammlungen
Das Museum verspricht „einmalige Erfahrungen und Einblicke in Filme und ins Filmemachen“. Seit den 1930er Jahren sammelt die Akademie filmbezogene Materialien und gilt heute als weltweit bedeutendste Sammlung für Kinogeschichte. In der permanenten Sammlung finden sich über 12 Millionen Fotografien, 190.000 Video-Dokumente, 80.000 Drehbücher, 61.000 Plakate und über 104.000 Objekte aus der Filmproduktion.
Zu den bedeutendsten Objekten des Museums gehören Dorothys rubinrote Pantoffel aus dem Zauberer von Oz, die Gesetzestafeln aus den Zehn Geboten, das letzte noch vollständig erhaltene Modell des Hais aus Spielbergs Der weiße Hai sowie die Schreibmaschine, auf der das Drehbuch für Psycho geschrieben wurde.

## Unterstützer und Kuratorium
Zu den Unterstützern des Projekts zählen prominente Vertreter der Branche, wie Steven Spielberg, Jeffrey Katzenberg und George Lucas. Im Kuratorium als dem obersten Verwaltungsgremium des Museums sitzen unter anderem John Bailey, Tom Hanks, Diane von Fürstenberg, Kathleen Kennedy und Kimberly Steward.
Der Finanzierungsbedarf wurde auf 388 Millionen Dollar geschätzt, die aus Spendengeldern gewonnen werden sollten. Im Juni 2019 waren davon erst 281 Millionen Dollar gesichert.